# Church Hill (Tennessee)
Pour les articles homonymes, voir Church Hill.
Church Hill est une municipalité américaine située dans le comté de Hawkins au Tennessee. Lors du recensement de 2010, sa population est de 6 737 habitants.

## Géographie
Selon le Bureau du recensement des États-Unis, la municipalité s'étend en 2010 sur une superficie de 9,81 milles carrés (25,41 km2), dont 0,45 milles carrés (1,17 km2) d'étendues d'eau.

## Histoire
D'abord appelée Spencer's Mill et Patterson Mill, la localité est renommée en référence à l'église méthodiste qui la surplombe alors. Elle devient une municipalité en 1958.

## Démographie
La population de Church Hill est estimée à 6 740 habitants au 1er juillet 2016.
Le revenu par habitant était en moyenne de 21 877 dollars par an entre 2012 et 2016, en-dessous de la moyenne du Tennessee (26 019 dollars) et de la moyenne nationale (29 829 dollars). Sur cette même période, 15,7 % des habitants de Church Hill vivaient sous le seuil de pauvreté (contre 15,8 % dans l'État et 12,7 % à l'échelle des États-Unis).